# Windbalea warrooa
Windbalea warrooa är en insektsart som beskrevs av Rentz, D.C.F. 1993. Windbalea warrooa ingår i släktet Windbalea och familjen vårtbitare. Inga underarter finns listade i Catalogue of Life.